# أتاتورك (فلم)
أتاتورك (بالتركية: Atatürk)؛ هو فيلم تركي تاريخي، من تأليف محمد أدا أوزتيكين لصالح منصة ديزني+. من بطولة أراس بولوت إينيملي. سيصور الفيلم تاريخ مصطفى كمال أتاتورك مؤسس جمهورية تركيا، صدر بجزئين على قناة فوكس وفي دور السينما.

## طاقم
- أراس بولوت إينيملي - مصطفى كمال أتاتورك[6][7]
- سونغل أودن - السيدة زبيدة
- محمد غنسور - علي رضا أفندي
- سارب آك-كايا - أنور باشا
- بيرك جانكات - علي فؤاد سيبيسوي
- إسراء بيلجيتش - مدام كورين
- صحارى ساس - مكبولي أتادان
- بيرتان أصلاني - علي فتحي اوكيار
- بيران قطان - عمر ناجي
- إيما واتسون

## الإصدار
في 29 أكتوبر 2022، أصدرت ديزني+ أول عرض تشويقي.
وفي إطار فعاليات الذكرى السنوية لتأسيس الجمهورية التركية، سيتم بث "النسخة التلفزيونية الخاصة" للفيلم الأول على قناة FOX في 29 أكتوبر 2023؛ وسيتم اصداره لاحقاً في دار السينما في 3 نوفمبر 2023، والفيلم الثاني سيُطرح في دار السينما في 5 يناير 2024.

## روابط خارجية
- مقالات تستعمل روابط فنية بلا صلة مع ويكي بيانات